# Warlords Battlecry
Warlords Battlecry – strategiczna gra komputerowa mająca w sobie wiele elementów gry RPG, stworzona przez SSG jako uzupełnienie serii Warlords. Gra została wydana w lipcu 2000 roku.

## Fabuła
Z nieba spadają dwa kryształy, jeden dobry a drugi zły, zwiastując nadchodzącą apokalipsę.

## Rozgrywka
Gra jest przede wszystkim RTS-em, w którym gracz rozbudowuje swoje królestwo, rekrutuje nowe jednostki, dowodzi armią i stara się podbić przeciwnika. W grze dostępnych jest 9 ras: barbarzyńcy, minotaury, orkowie, ludzie, krasnoludy, nieumarli, wysocy elfowie, leśni elfowie oraz mroczni elfowie. Każda rasa ma swoje własne budynki i jednostki, w tym łuczników, rycerzy, królów minotaurów czy pegazy. W Warlords Battlecry istnieją 4 surowce (potrzebne do budowy i rekrutacji), wydobywane w kopalniach, które należy przejmować w posiadanie - przejmować kopalnie mogą bohaterowie i niektóre jednostki.

## Bohaterowie
Ważnym elementem gry są bohaterowie – są to silne, unikalne jednostki, które zdobywają doświadczenie i przechodzą między kolejnymi misjami. Gracz sam tworzy swojego bohatera - może on pochodzić z dowolnej rasy i kierować dowolną inną, jednak istnieją różne bonusy i kary w zależności od kombinacji. Nie ma możliwości, by bohater zginął "na - stałe" - po śmierci i końcu misji się odradza.

## Przyjęcie
Gra została dobrze przyjęta przez prasę - w CD-Action dostała 7+/10, portal IGN przyznał jej z kolei 8.4/10, również Gamespot dał jej 8.4/10.